# Jonathan Cissé
Jonathan Cissé (n. 18 mai 1997, Coasta de Fildeș) este un fotbalist ivorian, care joacă pe post de fundaș la U Cluj în SuperLiga României.